# Австрійська галерея Бельведер
Австрійська галерея Бельведер (нім. Österreichische Galerie Belvedere)) — художній музей у віденському палаці Бельведер. У його колекцію входять малярські твори багатьох епох, від Середньовіччя і бароко до XXI століття. Основна експозиція присвячена австрійським художникам епохи Fin de siècle і югендстилю.

## Історія
Австрійська галерея Бельведер відкрилася в 1903 р. в оранжереї Нижнього Бельведера під ім'ям «Сучасна галерея» за наполяганням багатьох сучасних віденських художників, як, наприклад, Карл Молль. Напередодні зміни століть Відень славилася як центр сучасного образотворчого мистецтва. Вирішальну роль в цьому зіграло засноване в 1897 р. «Об'єднання митців — Сецессіон». Одним з основоположників Віденського сецесіону був художник Густав Клімт.
Учасники Сецесіону з оточення Клімта прагнули відкрити Відню сучасне мистецтво і передали в дар державі на честь відкриття Сучасної галереї ряд картин і скульптур, серед яких «Рівнина поблизу Овера» Вінсента ван Гога 1890 року
У 1909 р. Сучасна галерея була перейменована в «Королівську австрійську державну галерею» і поповнилася творами австрійського мистецтва.
Наприкінці першої світової війни «Австрійська галерея», як вона називалася аж до 2007 р. за винятком періоду націонал-соціалізму, придбала велику кількість картин, у тому числі Густава Клімта та Егона Шіле. До 2000 р. в колекції Австрійської галереї знаходилося 33 роботи Клімта, однак не всі, як з'ясувалося, на законних підставах.

## Суперечка про «Золоту Адель»

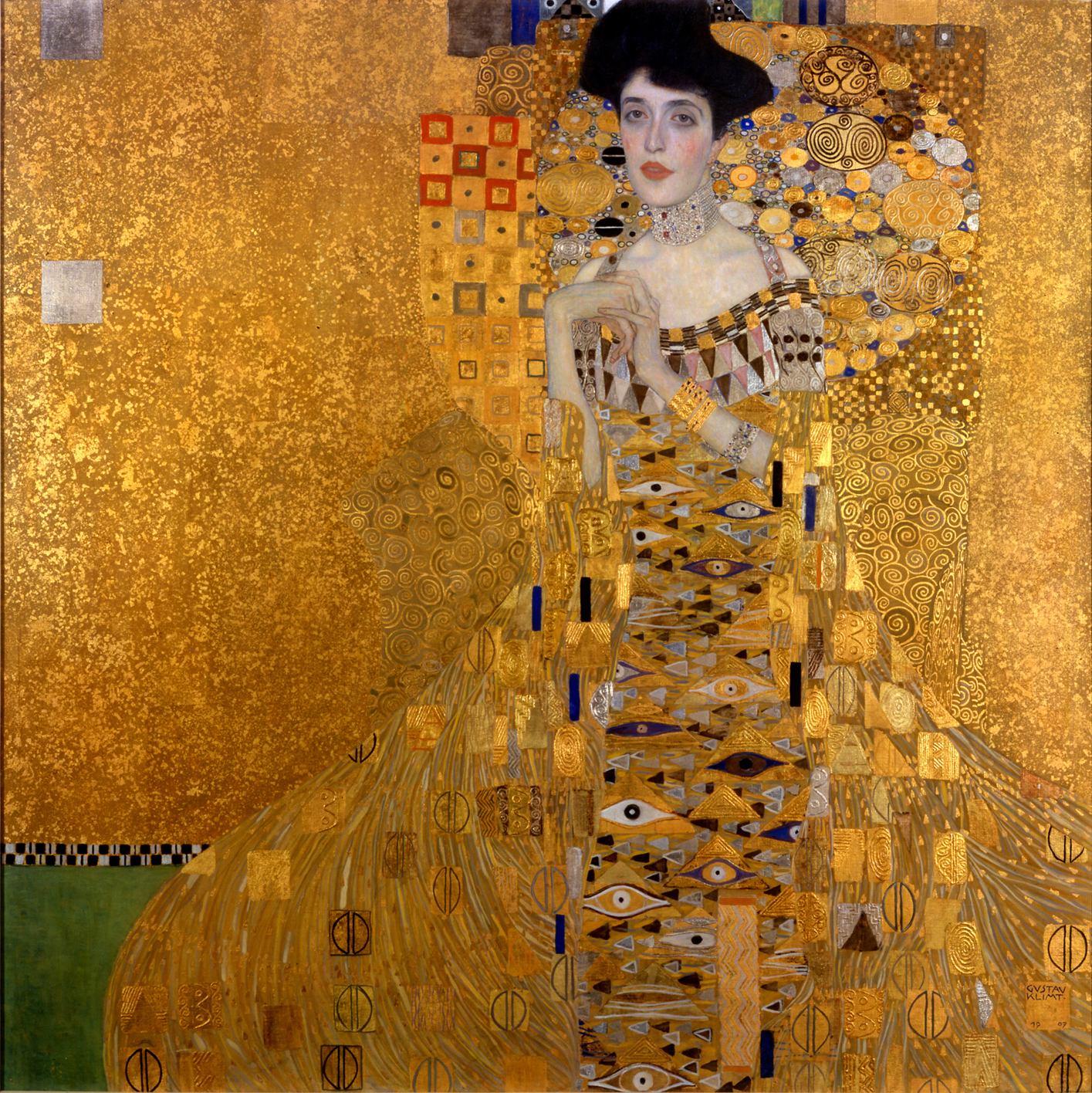
«Портрет Аделі Блох-Бавер I», Густав Клімт, 1907, Нова галерея, Нью-Йорк

У 1907 р. Густав Клімт написав портрет Аделі Блох-Бавер I, дружини віденського промисловця Фердинанда Блоха. Зображення Аделі Блох-Бавер у переплетіннях золотого і срібного орнаментів є «мабуть, найвідомішим портретом Клімта і основним твором його так званого Золотого періоду», як було зазначено в каталозі, виданому до виставки художника, що пройшла у 2000 році в Австрійській галереї. Портрет часто називають «Золота Адель», щоб відрізняти від іншого портрета Аделі Блох-Бавер, написаного художником пізніше. Вартість картини оцінюється в 100 мільйонів євро. У своєму заповіті Адель Блох-Бавер просила свого чоловіка передати обидва портрети разом з чотирма пейзажами кисті Густава Клімта Австрійській галереї. Однак цього не відбулося, оскільки до моменту своєї смерті в 1945 р. промисловець єврейського походження Густав Блох-Бауер перебував у еміграції у Швейцарії. Вся його власність у Відні була конфіскована, а картини Клімта за вказівкою націонал-соціалістів ще в 1941 р. були передані в Галерею Бельведера.
Австрія ухилилася від передачі власності Густава Блох-Бавера його спадкоємцям у 1945—1946 рр. Їхні численні спроби повернути спадщину або хоча б розпочати переговори завершувалися невдачею. Лише після того, як спадкоємиця Марія Альтман порушила в США позов проти Австрії (судові витрати склали для Австрії мільйони шилінгів), Австрія заявила про готовність брати участь у судовому розгляді. Після закінчення процесу, що тривав шість років, суд постановив, що картини Густава Клімта з Австрійської галереї Бельведер слід повернути спадкоємцям Густава Блох-Бавера, які проживають у США і Канаді, зокрема й Марії Альтман. Передано картини 2006 року.

## Галерея

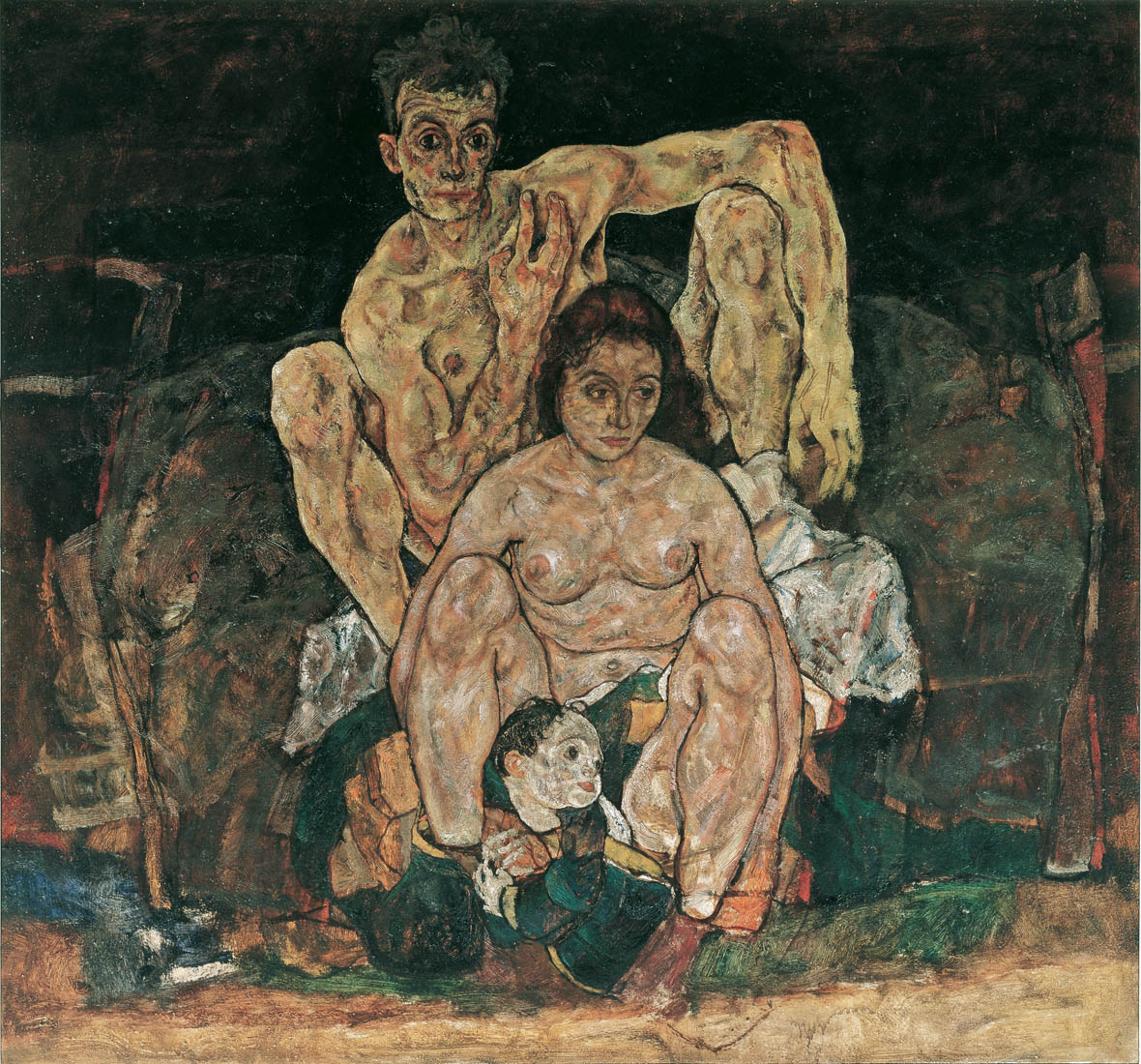
Еґон Шіле. Сім'я. 1918
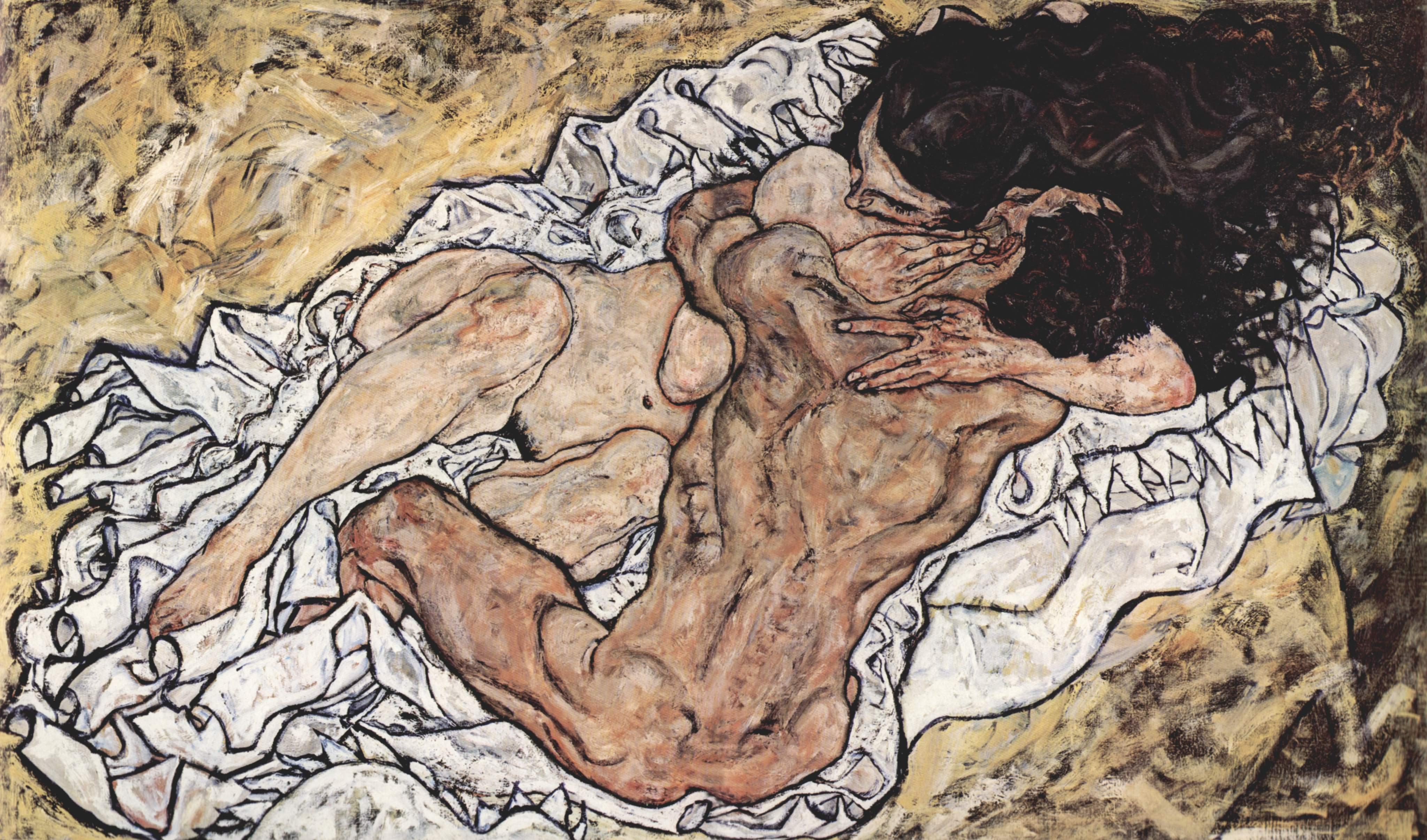
Еґон Шіле. Обійми. 1917
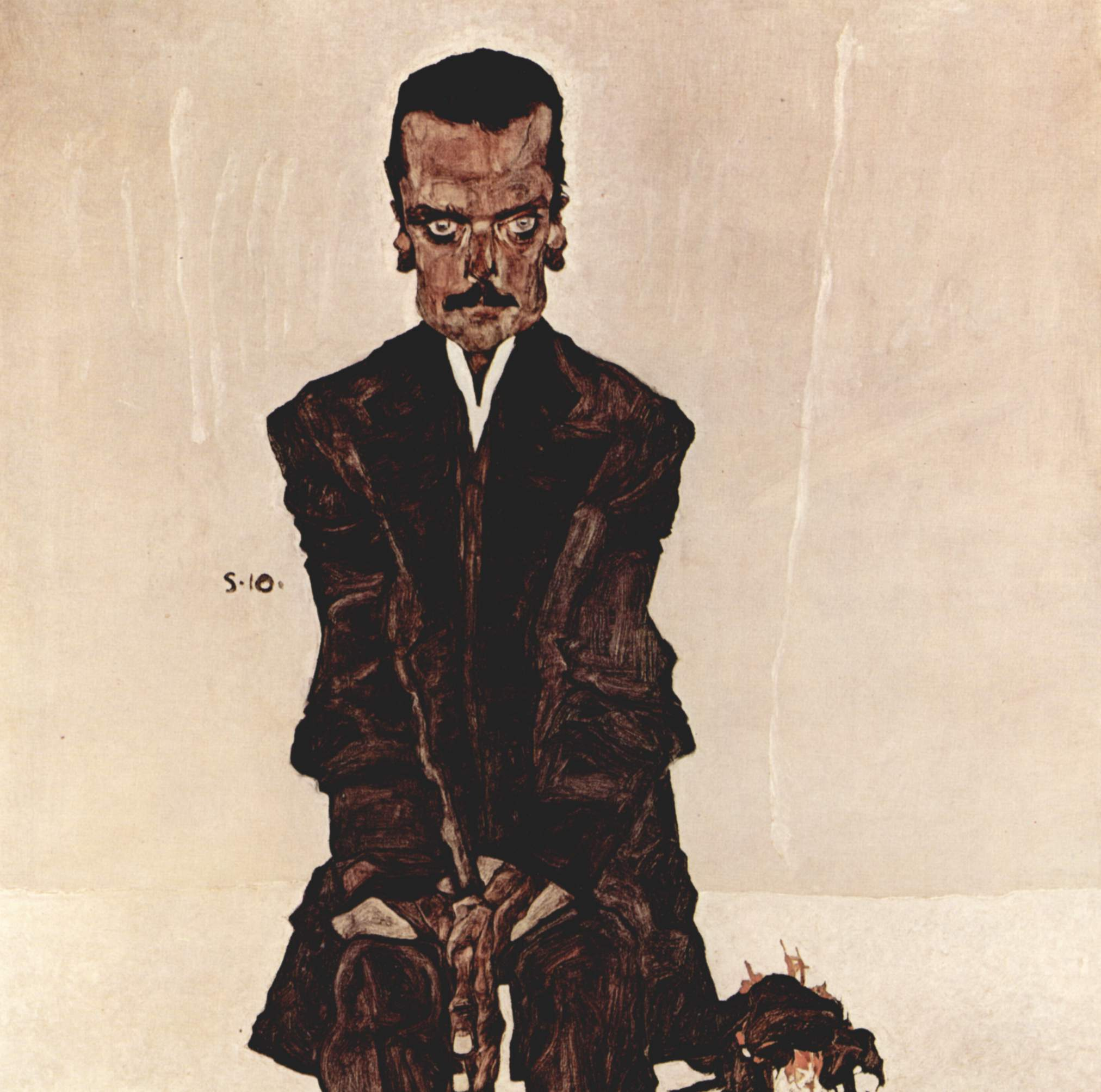
Еґон Шіле. Портрет Едуарда Космака. 1910
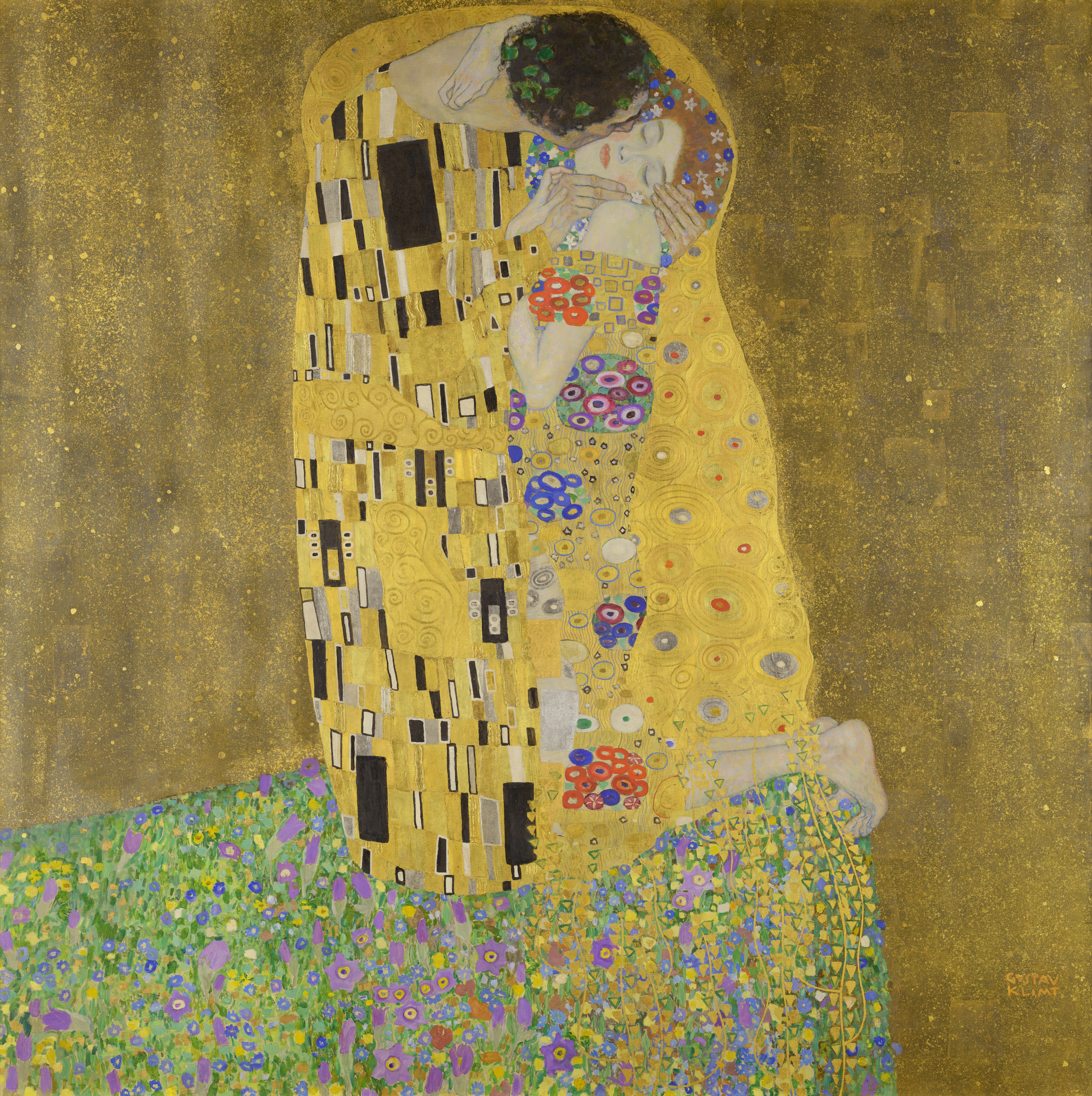
Густав Клімт. Поцілунок. 1907-1908
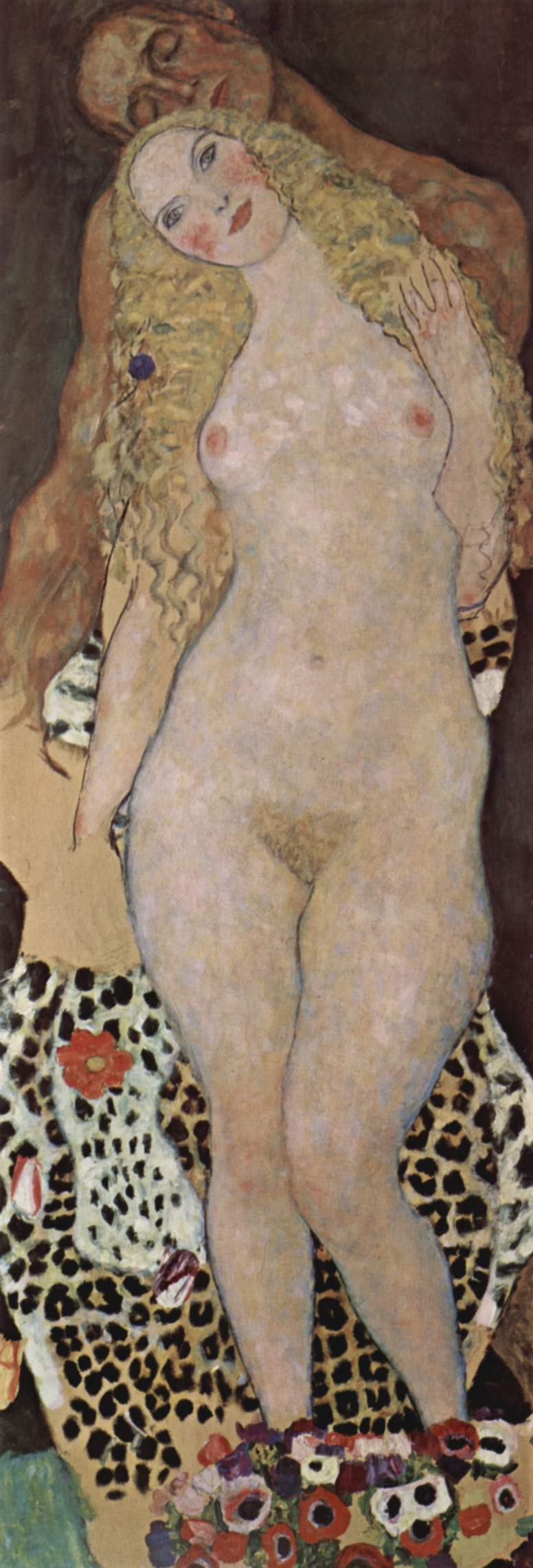
Густав Клімт. Адам і Єва. 1917-1918
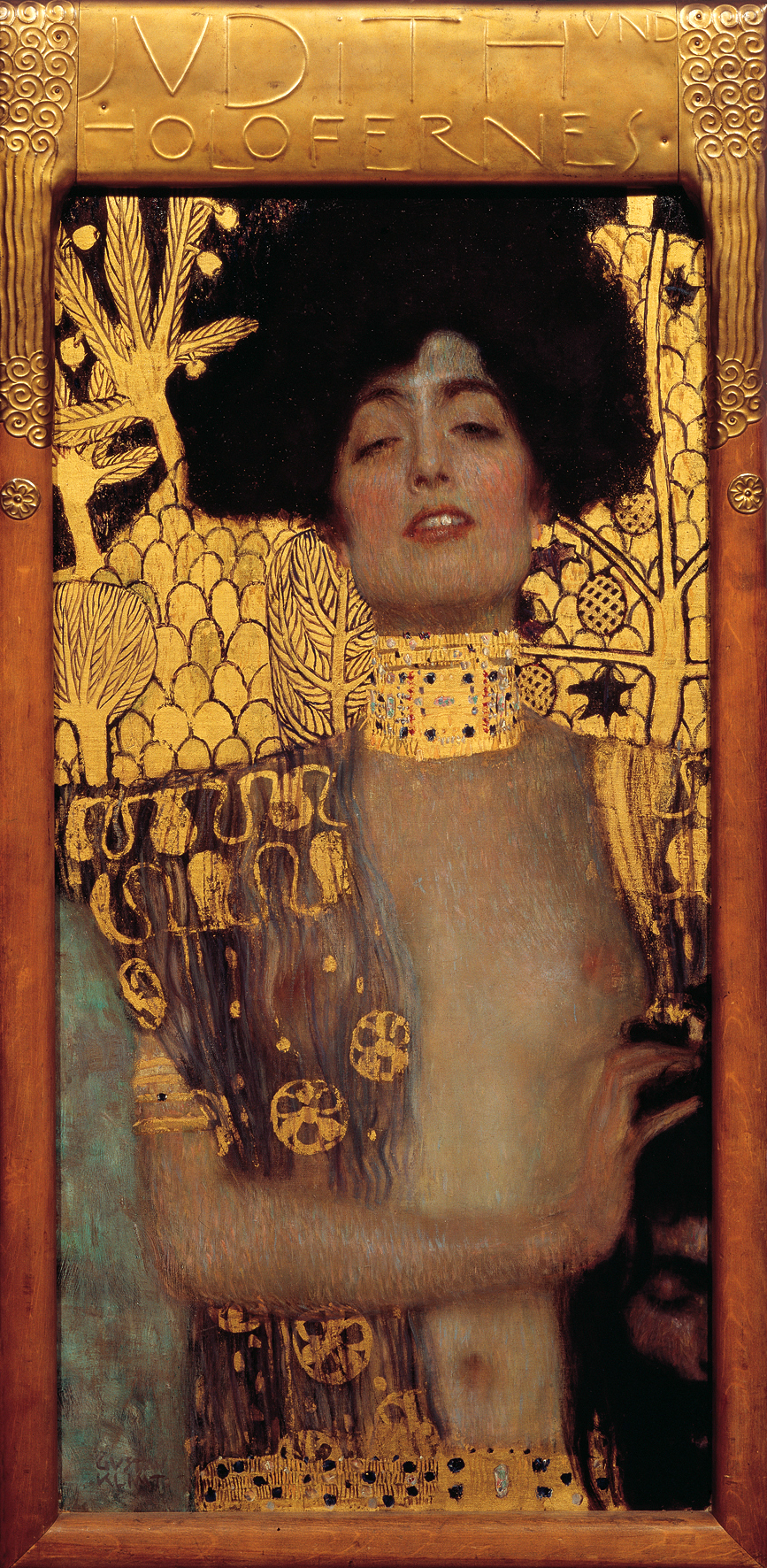
Густав Клімт. Юдіф з головою Олоферна. 1901
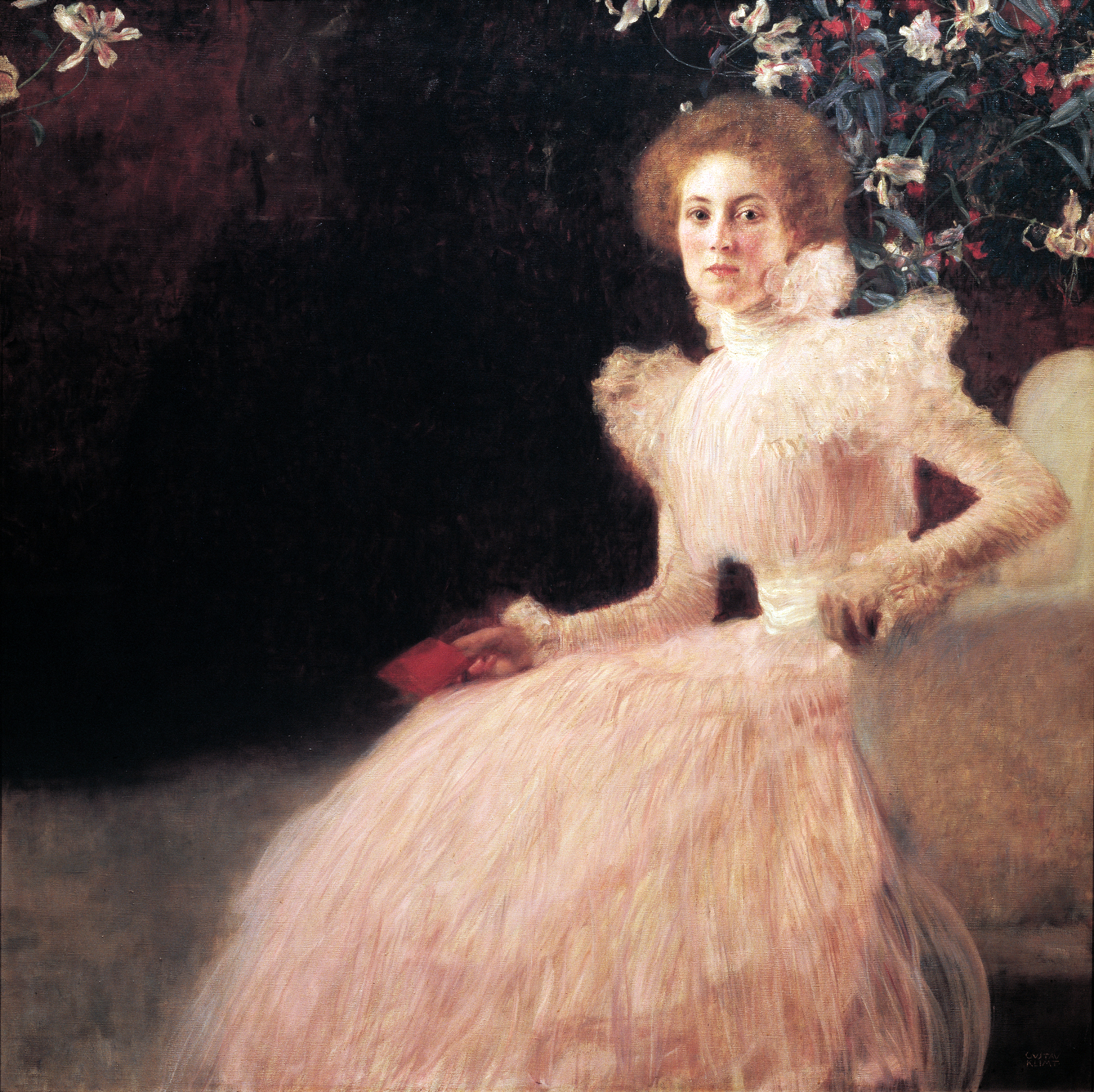
Густав Клімт. Портрет Соні Кніпс. 1898
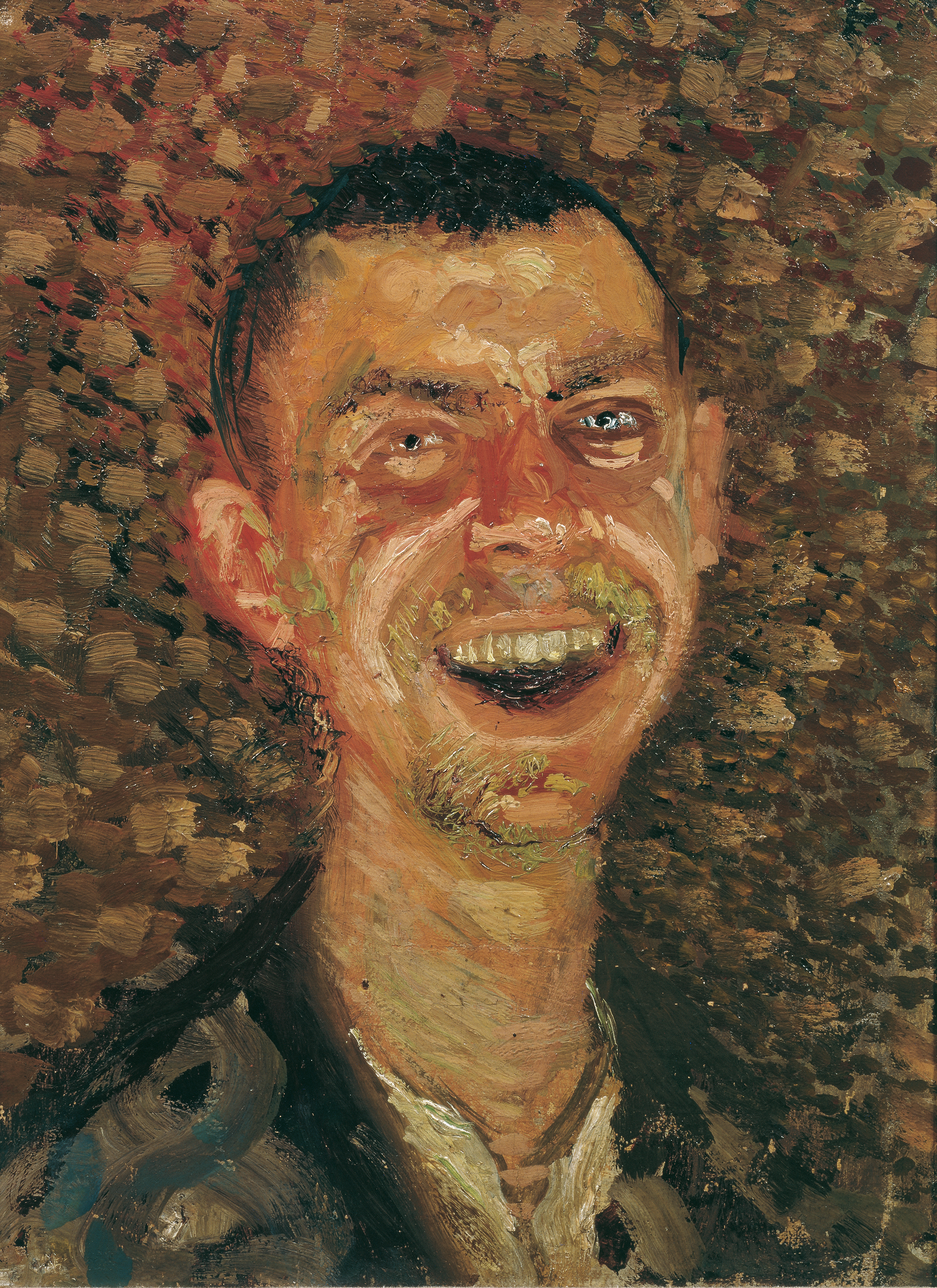
Ріхард Герстль. Автопортрет. 1908
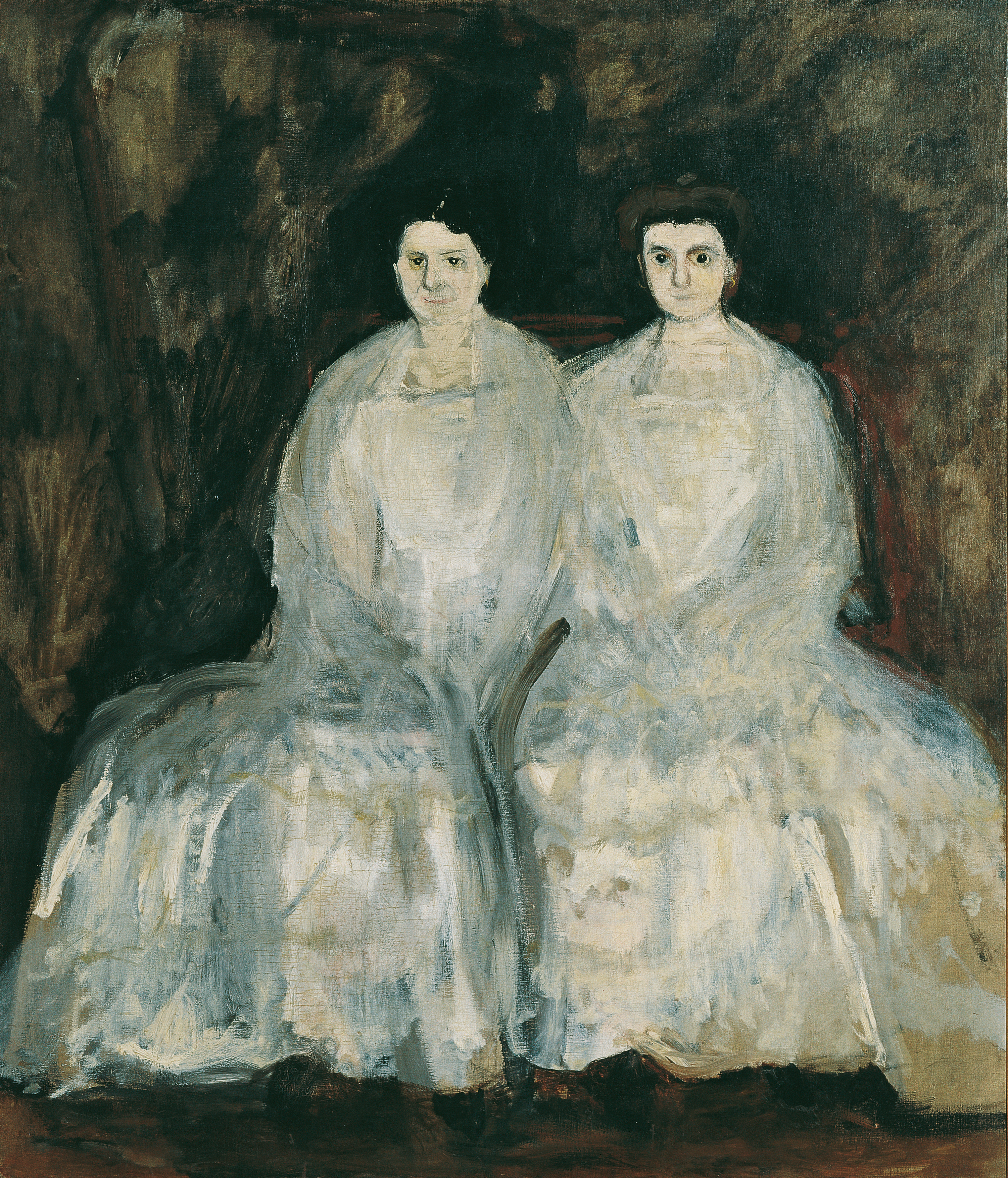
Ріхард Герстль. Сестри Фей. 1905